# Dušan Miklánek
Dušan Miklánek (*22. červen 1939 Dolné Srnie) je bývalý československý politik slovenské národnosti.
Vystudoval stavební fakultu na vysoké škole technické v Bratislavě.
Od roku 1956 pracoval na různých pozicích závodu podniku Silnice Bratislava. V letech 1971–78 byl ředitel národního podniku Doprastav v Bratislavě a v letech 1978–81 generální ředitel VHJ Inženýrské stavitelství v Bratislavě. Zastával různé stranické funkce a od roku 1981 byl kandidátem ÚV KSS.
Ve vládě Petera Colotky (1981-86) a poté ve vládě Petera Colotky, Ivana Knotka a Pavola Hrivnáka (1986-89) zastával na Slovensku post ministra stavebnictví.